# 鈴木憲一
鈴木 憲一（すずき けんいち、1898年8月2日 - 1979年9月1日）は、日本の政治家。衆議院議員（1期）。参議院議員（1期）。

## 経歴
神奈川県都筑郡田奈村大字恩田上恩田に於いて農家の鈴木重彦とツルの長男として生まれる。初代は正徳3年（1713年）に没し、代々弥兵衛や六右衛門、茂右衛門などと名乗った。都筑郡尋常高等田奈小學校（現在の横浜市立田奈小学校）で学ぶ。1919年神奈川県師範学校本科第一部（現・横浜国立大学教育学部）を卒業。同年、母校である都筑郡尋常高等田奈小學校の訓導となった。のち、小学校校長、県視学、県教職員組合長などを務める。
1946年の第22回衆議院議員総選挙で神奈川県から無所属で立候補して当選する。当選後は新光倶楽部に入り、その後新政会、国民党、国民協同党と変わった。この間、国民党党務部長、国民協同党政調会教育部長を歴任し、衆議院議員は1期務めた。
1947年の第1回参議院議員通常選挙において神奈川県地方区から国民協同党公認で立候補して当選。当選後は緑風会に入った。その後は新政クラブ、第三クラブ、国民民主党と移った。参議院議員を3年だけ1期務めた。
このほか相模女子大学理事、神奈川県教育委員、日本教育公務員弘論会神奈川県理事長、山神工業、港北木材工業各(株)社長を務めた。昭和54年9月1日逝去。家は子の交が継ぐ。戒名は椿笑院鳳徳三余悠然大居士。墓所は恩田福昌寺隣接の上恩田共同墓地に営まれている。